# Walt Brown
Walt Brown (n. 30 decembrie 1911 – d. 29 iulie 1951) a fost un pilot de curse auto american care a evoluat în Campionatul Mondial de Formula 1 între anii 1950 și 1951.
1. 1 2  Walter C. Brown, Find a Grave, accesat în 9 octombrie 2017